# Ralf Little
Ralf Alastair John Little (8 de febrero de 1980) es un actor, escritor, presentador, narrador y exfutbolista semiprofesional británico. Ha intervenido principalmente en comedias televisiva, desempeñando, entre otros, los papeles de Antony Royle en The Royle Family (1998–2000, 2006, 2009–2010) y Jonny Keogh en las primeras seis series de Two Pints of Lager and a Packet of Crisps (2001–2006). Fue el narrador de la serie de Channel 5 Our Yorkshire Farm (2018-2022) y su spin-off, Beyond The Yorkshire Farm: Reuben and Clive. Desde 2020, interpreta al detective Neville Parker en la serie Death in Paradise.

## Primeros años y educación
Ralf Alastair John Little nació en febrero de 1980 en Bury y asistió a la Bolton School. Su hermano menor, Ross Little, también es actor e interpretó a Michael Gilder en Born and Bred. Sus padres son contables.
En 1998, Little abandonó sus estudios en la facultad de medicina de la Universidad de Manchester para concentrarse en su carrera como actor.

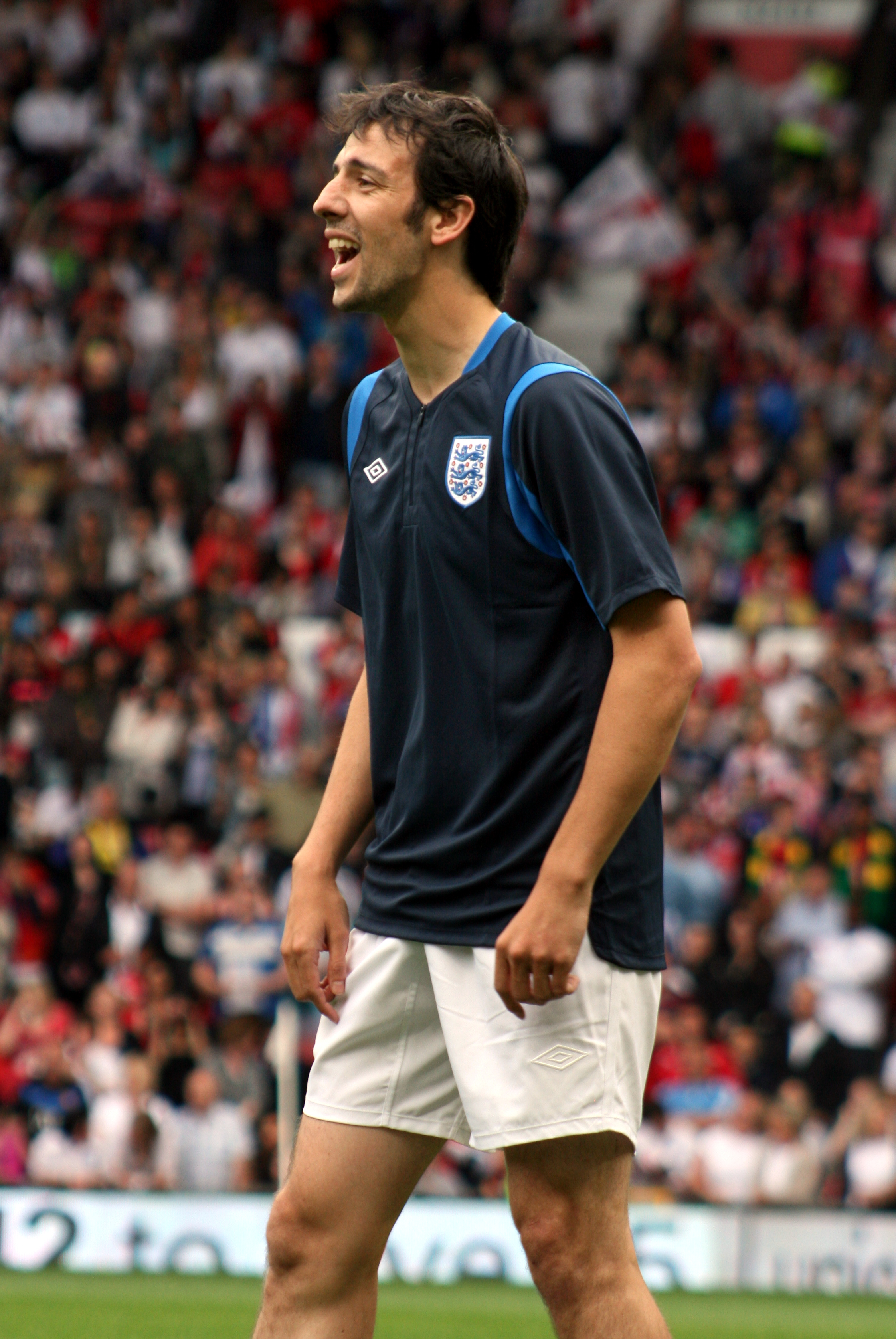
Little en Soccer Aid en 2010

## Carrera
Algunos de sus primeros trabajos televisivos incluyeron papeles secundarios en varios programas como Elidor, Children's Ward y Sloggers. La gran oportunidad de Little llegó con el papel de Antony Royle en la comedia de la BBC The Royle Family. Little intervino en la emisión original del programa entre septiembre de 1998 y diciembre de 2000, y luego apareció en tres de los cinco especiales navideños del programa, transmitidos en 2006, 2009 y 2010.
En 2001, fue elegido para el papel principal de Jonny Keogh en la serie Two Pints of Lager and a Packet of Crisps. Durante una entrevista para This Morning en septiembre de 2007, Little dijo que no regresaría en futuras temporadas por su abrumadora agenda, y posteriormente su personaje fue asesinado.
En 1999, Little interpretó a la Estrella de Belén en la comedia dramática de ITV The Flint Street Nativity y apareció en un papel menor en Coronation Street de Granada TV en enero de 1999 como el asistente de una residencia de ancianos.
En diciembre de 2000, Little interpretó a Wishee Washee en ITV Panto Aladdin, que se filmó en el New Wimbledon Theatre.
En 2001, interpretó a un joven George Harrison en Presence en el Royal Court Theatre, por el que recibió una nominación al Premio Olivier.En 2004, interpretó el personaje principal de Billy Liar en el Theatre Royal de Windsor. Apareció en la película de misterio de Juliet McKoen de 2005, Frozen, ambientada en Fleetwood, Lancashire. Entre noviembre de 2002 y enero de 2003, presentó 17 episodios de una hora de duración de The Ralf Little Show en BBC Choice.
Otros créditos incluyen 24 Hour Party People (interpretando a Peter Hook, bajista de las bandas Joy Division y New Order) y Al's Lads. Igualmente protagonizó como Stephen, junto con Anne-Marie Duff, en el filme de Roger Goldby The Waiting Room, emitido en el Reino Unido en junio de 2008. En televisión, apareció en Paradise Heights.
En agosto de 2007, publicó su primera novela on line, junto con Stephen Morris, The Golden Generation, una historia sobre la llegada a la edad adulta de un hombre soltero que es tomado bajo protección por dos comerciantes de la ciudad que le muestran cómo funciona el dinero en la gran ciudad, pero a cambio de un precio. El dinero proveniente de la venta de la novela se destinó a la organización benéfica Shelter. Fue parte del reparto de KateModern, una serie web desarrollada por los creadores de Lonelygirl15, que comenzó en julio de 2007 y publicó su vídeo final en junio de 2008
En julio de 2008, apareció en 50 maneras de dejar a tu amante, una obra en el Bush Theatre que tuvo una revisión como 50 maneras de dejar a tu amante en Navidad. En septiembre de ese mismo año protagonizó Massive, una comedia de la BBC sobre un sello discográfico independiente. También en 2008, Little fue el narrador de Monkey Life y de la segunda entrega de Last Man Standing. En 2009, interpretó a Clint en Married Single Other, junto a Miranda Raison y en la película Powder. En otoño de 2010, protagonizó The Aliens, el estreno británico de una nueva obra de Annie Baker, nuevamente en el Bush Theatre. En 2011, apareció como Richard Dickens en la comedia The Café, emitida por Sky 1, que escribió junto a Michelle Terry.
En 2013, hizo una aparición especial en Death in Paradise y apareció en el Liverpool Playhouse como el padre de una niña con parálisis cerebral, en la producción Un día en la muerte de Joe Egg.
En 2014, apareció en la serie de televisión Our Zoo y prestó su voz al Capitán Skip en Los Invencibles, la versión en inglés de la película animada argentina Metegol .
Apareció como Steadfast en Smile, el segundo episodio de la décima temporada de la serie Doctor Who de BBC1 en 2017.
En agosto de 2018, Little interpretó a "Alan" en God of Carnage en el Theatre Royal de Bath.
En octubre de 2019, fue confirmado al frente de Death in Paradise, incorporándose a la serie como el DI Neville Parker.

## Carrera futbolística

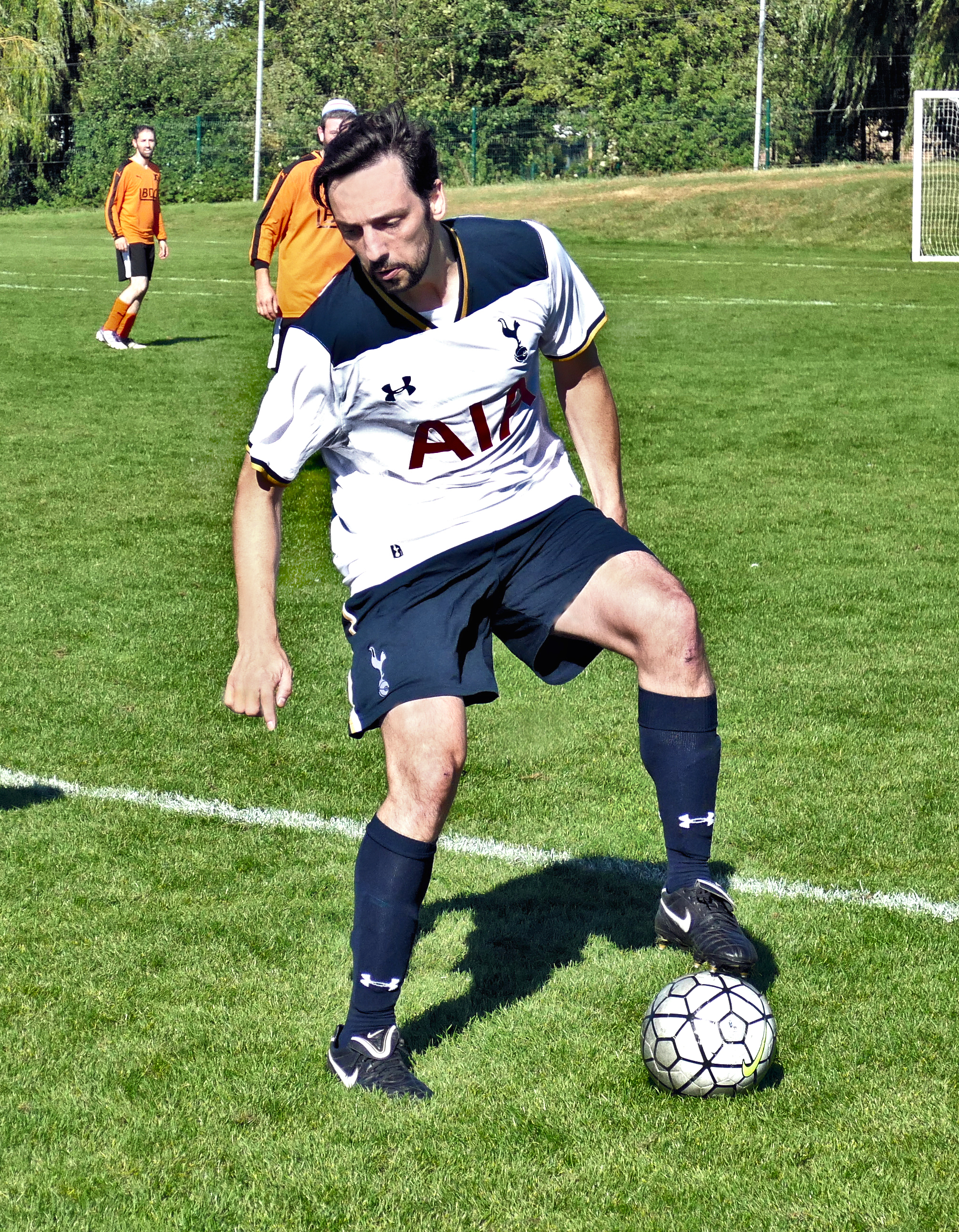
Little jugando en un partido benéfico, septiembre de 2016

Little, aficionado del Manchester United, es un futbolista entusiasta y ha jugado en varios clubes semiprofesionales cuando otros compromisos lo permiten. En marzo de 2003, jugó con el Maidstone United contra Wimbledon, habiendo entrenando anteriormente con Staines Town. Se unió al Edgware Town de la Isthmian League en octubre de 2004, debutando en el FA Vase contra Waltham Abbey.
Jugó con el Chertsey Town la temporada 2007-08 y el 8 de julio de 2008 fichó por el Stone Dominoes de la North West Counties League. También ha participado en partidos benéficos. También juega para el Arsenal Ex-Pro y Celebrity XI. El 6 de junio de 2010 participó en un partido de Soccer Aid con la selección inglesa.
En mayo de 2012, jugó con la selección de Sealand en un partido contra las Islas Chagos como capitán. El partido se celebró en los terrenos de Godalming Town. En agosto de 2012 y marzo de 2013 jugó dos partidos contra Alderney, un empate 1-1 y una victoria 2-1 respectivamente.
El 2 de septiembre de 2017, jugó en el partido Grenfell del Juego 4 en Loftus Road, y las ganancias del partido se destinaron a la apelación por desastre de Grenfell.

## Vida personal
El bisabuelo de Little, Albert Lockley, fue un futbolista internacional galés que jugó en el Chirk.
Little no es religioso y se considera humanista. Fue nombrado patrocinador de la organización benéfica humanista Humanists UK en 2020.

## Filmografía

### Película
| Year         | Title                                       | Role                             | Notes                                                   |
| ------------ | ------------------------------------------- | -------------------------------- | ------------------------------------------------------- |
| 1994–1995    | Sloggers                                    | Scooby                           | 7 episodes                                              |
| 1995         | Heartbeat                                   | Eddie Tinniswood                 | Episode: "Vigilante"                                    |
| 1995         | Elidor                                      | Morris Dancer's Son              | 2 episodes: "#1.1" and "#1.4"                           |
| 1998         | The Ward                                    | Robbie                           | Episode: "#10.11"                                       |
| 1998–2010    | The Royle Family                            | Antony Royle                     | Main role. 22 episodes                                  |
| 1999         | Coronation Street                           | Mark Stranks                     | 3 episodes                                              |
| 1999         | City Central                                | Dave                             | Episode: "Life, Liberty and Pursuit"                    |
| 1999         | Bostock's Cup                               | Norman Lewis                     | Television film                                         |
| 1999         | The Flint Street Nativity                   | Clive Cattle / Star of Bethlehem | Television film                                         |
| 1999         | Heartbeat                                   | Julian                           | Episode: "Fire and Ashes"                               |
| 2000         | Monkey Trousers                             | Various characters               |                                                         |
| 2000         | Always and Everyone                         | Frankie                          | 2 episodes: "Outbreak" and "The Darkest Corners"        |
| 2000         | Aladdin                                     | Wishee Washee                    | Television film                                         |
| 2001         | The Bill                                    | Tommy Lawson                     | 3 episodes                                              |
| 2001         | Is Harry on the Boat?                       | Trevor                           | Television film                                         |
| 2001–2006    | Two Pints of Lager and a Packet of Crisps   | Jonny Keogh                      | Main role. 55 episodes                                  |
| 2002         | North Face                                  | Paul                             | Television short film                                   |
| 2002–2003    | Paradise Heights / The Eustace Bros.        | Richard Eustace                  | Main role. 12 episodes                                  |
| 2004         | The Comic Side of 7 Days                    | Narrator (voice)                 |                                                         |
| 2006         | Brief Encounters                            | Simon                            | Miniseries. Episode: "Small Things"                     |
| 2007         | Heartbeat                                   | Stephen Lansbury                 | Episode: "Seeds of Destruction"                         |
| 2007         | KateModern                                  | Gavin Taylore                    |                                                         |
| 2007         | Robin Hood                                  | Joseph                           | Episode: "The Angel of Death"                           |
| 2008         | Massive                                     | Danny Stewart                    | 6 episodes                                              |
| 2008         | Marple                                      | Sergeant Pickford                | Episode: "A Pocketful of Rye"                           |
| 2010         | Married Single Other                        | Clint                            | 6 episodes                                              |
| 2011         | Little Crackers                             | Colin Smith                      | Episode: "Sheridan Smith's Little Cracker: The Daltons" |
| 2011–2013    | The Café                                    | Richard Dickens                  | Main role. 13 episodes                                  |
| 2013         | Death in Paradise                           | Will Teague                      | Episode: "A Dash of Sunshine"                           |
| 2014         | Our Zoo                                     | Billy Atkinson                   | Miniseries. 6 episodes                                  |
| 2015         | Drunk History                               | 'Colonel' Thomas Blood           | Episode: "Blackbeard / Colonel Blood / Henry VIII"      |
| 2015         | The Interceptor                             | Alex                             | Miniseries. Episode: "#1.6"                             |
| 2015         | Lewis                                       | Sean Wilkinson                   | 2 episodes: "One for Sorrow: Parts 1 & 2"               |
| 2016         | The Girl Whisperer                          | Sam                              | 3 episodes                                              |
| 2016         | Midsomer Murders                            | Jared Horton                     | Episode: "Saints and Sinners"                           |
| 2016         | Hoff the Record                             | Barman                           | Episode: "Wedding"                                      |
| 2016–2017    | Borderline                                  | Narrator / Barry the Plumber     | Main role. 12 episodes                                  |
| 2016–2020    | The A Word                                  | Stuart                           | 4 episodes                                              |
| 2017         | Doctor Who                                  | Steadfast                        | Episode: "Smile"                                        |
| 2018-2022    | Our Yorkshire Farm                          | Narrator                         | 32 episodes                                             |
| 2020         | Inside No. 9                                | Phil                             | Episode: "The Referee's a W***er"                       |
| 2020         | Ricky & Ralf's Very Northern Road Trip      | himself                          | 6 episodes                                              |
| 2020–present | Death in Paradise                           | DI Neville Parker                | Main role. 30 episodes (as of 24 de febrero de 2023)    |
| 2022         | Beyond the Yorkshire Farm: Reuben and Clive | Narrator                         | 3 episodes                                              |
| 2023         | Beyond Paradise                             | DI Neville Parker                | Episode: "#1.6"                                         |

## Premios y nominaciones
| Year | Award                                           | Work               | Result | Ref |
| ---- | ----------------------------------------------- | ------------------ | ------ | --- |
| 2017 | Los Angeles Web Series Festival Best Web Comedy | The Girl Whisperer |        |     |
| 2020 | TV Times Award for Favourite Actor              | Death in Paradise  |        |     |
| 2021 | TV Times Award for Favourite Actor              | Death in Paradise  |        |     |